# Yvonne Vera

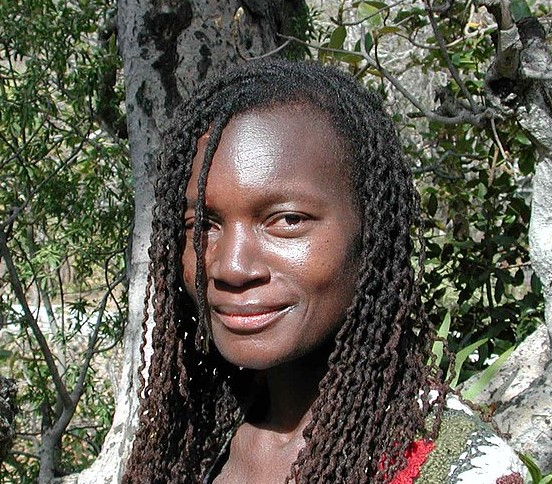
Yvonne Vera (2003)

Yvonne Vera (* 19. September 1964 in Bulawayo, Rhodesien; † 7. April 2005 in Toronto, Kanada) war eine simbabwische Schriftstellerin.

## Ausbildung
Veras Eltern waren Lehrer. Nach dem Besuch der Luveve und Mzilikazi Secondary School und dem Abschluss in Bulawayo lehrte sie zunächst Englisch an der Njube High School in Bulawayo. Dort lernte sie ihren späteren Mann kennen, einen Rucksacktouristen und Lehrer aus Kanada, den sie 1987 heiratete. Sie studierte ab 1986 an der York-Universität in Toronto in Kanada Englische Literatur, Kunstgeschichte und Film. Sie schloss die Studien an der York-Universität mit B.A., M.A. und Ph.D. in Englisch ab (Dissertation: Das Gefängnis des kolonialen Raums). 1995 kehrte sie nach Simbabwe zurück, wo sie sich ganz der Schriftstellerei widmete.

## Schriftstellerische Tätigkeit
Hintergrund ihrer Bücher ist das koloniale Rhodesien und der Guerillakrieg der Bantus. Ihr Werk befasst sich mit der Verletzlichkeit von Menschen, die nie ihr Leben wirklich planen und kontrollieren konnten. Es handelt von Männern, die sich ängstlich an das Wenige klammern, was sie haben, und Frauen, die davon träumen, dass es ihre Kinder mal weiter bringen. Es handelt von Selbstverwirklichung in Zeiten von Trennung und Tod. Die Nähe des Guerillakrieges lässt sie traumatische und tabuisierte Themen aufgreifen: Gewalt, Raub, Inzest, Abtreibung, Kindesmissbrauch, Patriarchat, Bevorzugung der Brüder. Andererseits stellt sie die beseelten Landschaften, Ahnen, Traditionen des Animismus der Rationalität der Weißen gegenüber. Mit vitaler Sinnlichkeit entwirft sie ein afrikanisches Frauenbild, das ihr endgültig einen Platz in der Frauenliteratur sichert.
Yvonne Vera zählte zu den bekanntesten Schriftstellern Simbabwes.
Von 1995 bis 1997 lehrte Yvonne Vera an der Universität Bulawayo als Dozentin. Von 1997 bis 2003 leitete sie die National Gallery in Bulawayo. Ende 2004 verließ sie Simbabwe. Sie starb im Alter von 40 Jahren in Toronto an Meningitis.
2019 wurde Yvonne Vera in die Anthologie New Daughters of Africa von Margaret Busby aufgenommen.

## Werke
- Nehanda, TSAR Publications, Toronto 1995, ISBN 0920661416
  - deutsch: Nehanda, übersetzt von Maria von der Ahé, Coleba, Triesen 2000, ISBN 3293201369
- Without a Name, Baobab, Harare, Simbabwe 1994, ISBN 0-908311-78-8
  - deutsch: Eine Frau ohne Namen, übersetzt von Hilde Schruff, Marino-Verlag, München 1997; Unions-Verlag, Zürich 1999, ISBN 3293201369
- Under the Tongue, Baobab Books, Harare 1996, ISBN 3293201369
- Why Don't You Carve Other Animals? L P C/InBook 1993 ISBN 0920661246
  - deutsch: Seelen im Exil. Erzählungen ,  übersetzt von Hilde Schruff, Lamuv, Göttingen 1997, ISBN 3-88977-471-7
- Butterfly Burning, Farrar Straus & Giroux 2000, ISBN 0374291861
  - deutsch: Schmetterling in Flammen, übersetzt von Thomas Brückner, Frederking und Thaler, München 2001, ISBN 3-89405-818-8
- The Stone Virgins, Weaver Press, Harare 2002, ISBN 1-77922-002-2
- A Voyeur's Paradise … Images of Africa, in: Encounter images in the meetings between Africa and Europe,  Mai Palmberg (Hrsg.), Nordiska Afrikainstitutet, Uppsala, Schweden 2001, ISBN 91-7106-478-8, S. 115–120

### Als Herausgeberin
- Opening Spaces: An Anthology of Contemporary African Women’s Writing, Yvonne Vera (Hrsg.), Heinemann, London 1999, ISBN 0-435-91010-8
- Black women: neue Literatur aus Afrika, übersetzt von Heike Brillmann-Ede, Yvonne Vera (Hrsg.), Lamuv-Verlag, Göttingen 2001, ISBN 3-88977-613-2

## Auszeichnungen
- Hauptpreise der Zimbabwe Book Publishers Association 1994 und 1995
- Commonwealth Writers Prize (Africa Region) 1997
- The Voice of Africa – Swedish Literary Award (1999)
- Adult Fiction Award – Macmillan Writer’s Prize for Africa (2002)
- Commonwealth Writers Prize (2002)
- LiBeraturpreis (2002) für Schmetterling in Flammen
- Premio Feronia (2003)
- Tucholsky-Preis (Schweden) für das Gesamtwerk (2004)